# Skytale
En skytale (fra græsk σκυτάλη) er et gammelt værktøj til brug i forbindelse med en klasse af transpositionsalgoritmer. Det består af en cylinder, typisk en stok, med en strimmel papir eller læder rundt om på hvilken man skriver en besked. De gamle grækere, og specielt spartanerne, siges at have anvendt dette chiffer til kommunikation under militæraktioner.
Modtageren anvender en stok med samme diameter, som han påvikler læderstrimlen for at læse beskeden. Fordelen ved metoden er at den er hurtig og relativt fejlsikker, hvilket er nødvendigt på slagmarken. Den kan dog ganske let brydes, idet strimlen kraftigt antyder metoden.

## Kryptering og dekryptering
Antag at stokken har plads til fire bogstaver rundt om den. Hvis klarteksten f.eks. er "Send forstærkninger nu", enkrypterer man ved at skrive på tværs på læderstrimlen: 
```
_____________________________________________________________
    |  |   |   |   |   |   |
    |  | S | E | N | D | F |  
    |__| O | R | S | T | Æ |__ 
       | R | K | N | I | N |  |
       | G | E | R | N | U |  |
       |   |   |   |   |   |  |
_____________________________________________________________
```

- så chifferteksten bliver, "SORGERKENSNRDTINFÆNU" når strimlen vikles ud.
For at dekryptere skal man ganske enkelt vikle læderstrimlen rundt om stokken og læse på tværs. 
I eksemplet ovenfor vil hver fjerde bogstav være på samme linje, så man får
```
SENDFORSTÆRKNINGERNU 
```

Indsættes mellemrum får man klarteksten; "Send forstærkninger nu"